# 凵部
凵部（かんぶ）は、漢字を部首により分類したグループの一つ。
康熙字典214部首では17番目に置かれる（2画の11番目）。

## 概要

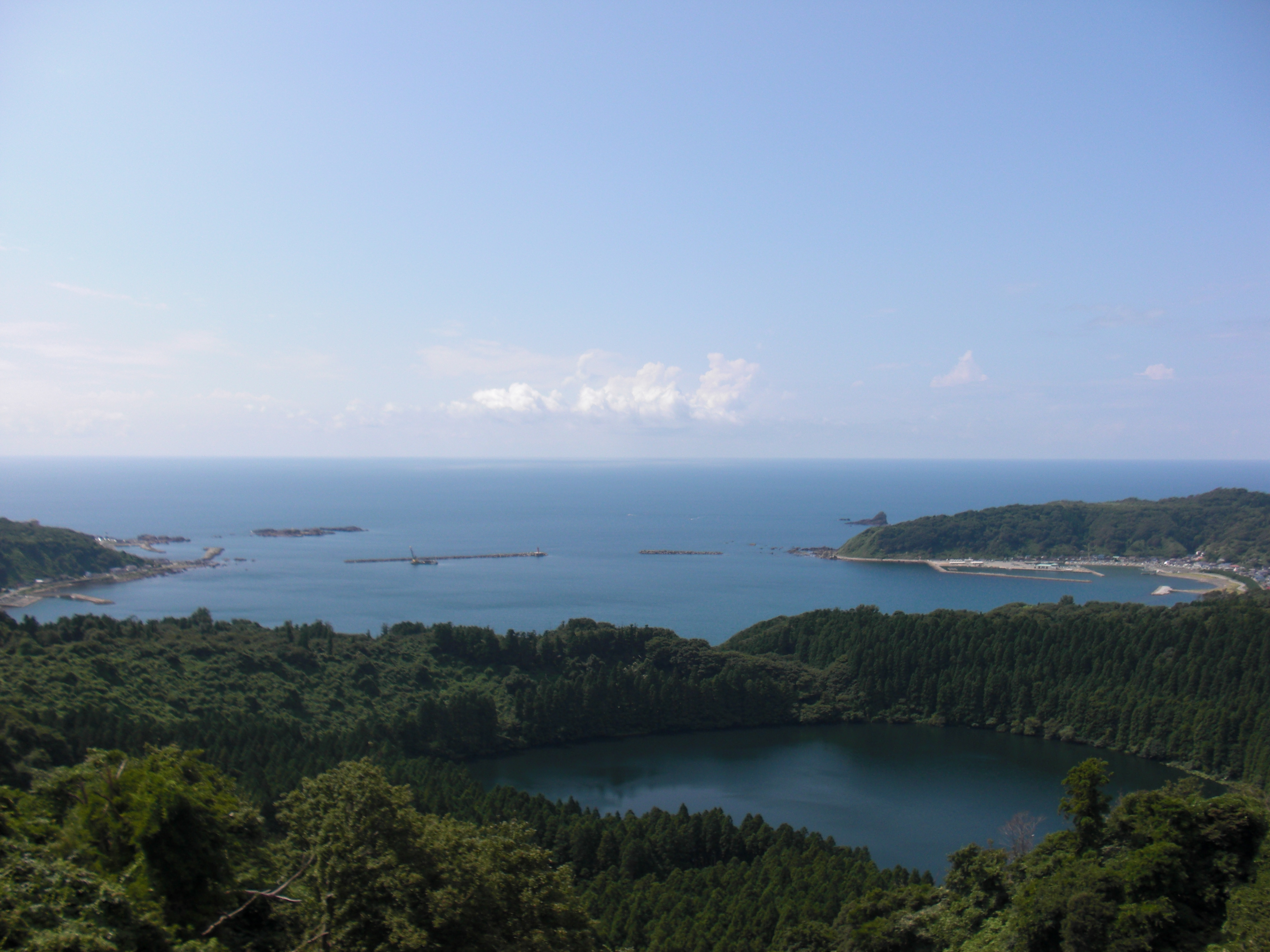

凵部は「凵」を筆画として持つ漢字を分類している。
単独の「凵」という字は地面の穴を象り、これは「出」にも含まれる。「凵」を意符にしてできている字は「出」以外では「凷」など極めて少ないが、「凹」・「凸」・「函」など字源的には「凵」と関係なくとも、楷書の筆画による文字検索の便宜上部首に立てる。
日本語では「かんにょう」と呼ばれることがあり、左辺と下辺にまたがって他の要素を包んでいるため慣習上そう呼ばれるが、右辺にもまたがっているため厳密には繞には当たらない。

## 部首の通称
- 日本：かんにょう、うけばこ、したばこ、かんがまえ
- 韓国：위튼입구부（witeun ip gu bu、上が開いた口の部）
- 英米：Radical Open box

## 部首字
凵
- 中古漢語
  - 広韻 - 丘犯切、范韻
  - 詩韻 - 豏韻、上声
  - 三十六字母 - 渓母
- 現代漢語
  - 普通話 - ピンイン：kǎn 注音：ㄎㄢˇ ウェード式：k'an3
  - 広東語 - Jyutping:ham3
- 日本語 - 音：カン（カム）（漢音）・コン（コム）（呉音）
- 朝鮮語 - 音：감(gam) / 訓：입벌릴（ip beolril、口をいっぱいに開ける）

大篆
小篆

## 例字
- 凶・凹・出・凸・函
  - 画→田部